# Eristalinus taeniops
Eristalinus taeniops е вид муха, известна също като лентовоока муха.

## Разпространение
Този вид се среща в част от Европа (Албания, Балеарските острови, България, Канарските острови, Кипър, Франция, Гърция, Италия, Малта, Северна Македония, Полша, Португалия, Испания), в Северна Африка, в Близкия изток (Турция, Ливан, Израел, Сирия), в Кавказ, в източните части на афротропичното царство до Южна Африка, в ориенталското царство (Непал, Северна Индия), в Северен Пакистан и в Иран. Интродуциран е в части от Северна Америка (Калифорния и Флорида). Наскоро този вид беше открит в Рио де Жанейро, Посос де Калдас, Бразилия и Нова Маринга, Бразилия.

## Местообитание
Eristalinus taeniops могат да бъдат намерени в гори от каменен дъб, в горски сечища, макия, реки, потоци и крайбрежни блата.

## Описание
Eristalinus taeniops може да достигне дължина от 11 – 14 милиметра. Вида има жълто-черно оцветяване, подобно на пчела (вид мимикрия) и често се бърка с оси или пчели. Гръдният кош е с метално жълто-кафяв цвят и с гъсто жълто окосмяване. Скутелумът също е жълто-кафяв. Коремът е червеникаво-жълт, с напречни черни ивици. Сложните очи имат пет отделни, вертикални, тъмни ивици. Крилата са прозрачни, обикновено жълтеникаво-кафяви в основата.

## Галерия
- „Снимка на деня“ отличие на Alvesgaspar
- Мъжка
- Мъжка
- Женска
- Женска